# Pala de Polvorós
La Pala de Polvorós és una pala del terme de la Torre de Cabdella, al Pallars Jussà, dins del seu terme primigeni.
Està situada en els vessants sud i sud-est del Pic de l'Espada, al sud-oest de l'embassament de Sallente, a ponent del primer tram del Flamisell.